# Pīveh Zhan
Pīveh Zhan (persiska: پیوه ژن) är en ort i Iran.   Den ligger i provinsen Khorasan, i den nordöstra delen av landet, 700 km öster om huvudstaden Teheran. Pīveh Zhan ligger 1 840 meter över havet och antalet invånare är 891.
Terrängen runt Pīveh Zhan är lite bergig, och sluttar söderut. Runt Pīveh Zhan är det ganska tätbefolkat, med 185 invånare per kvadratkilometer. Pīveh Zhan är det största samhället i trakten. Trakten runt Pīveh Zhan består i huvudsak av gräsmarker.